# Stibadium raglena
Stibadium raglena là một loài bướm đêm trong họ Noctuidae.